# 国会 (フランス)
国会（こっかい、フランス語: Parlement、パルルマン）は、フランス共和国（フランス第五共和政）の立法府。上院にあたる元老院と下院の国民議会で構成される。

## 概要
憲法改革の特別集会の時は国会両院合同会議（フランス語: Congrès, コングレー）とも呼ばれる。通常集会では、両院制により分けられ、下院に当たる国民議会（フランス語: Assemblée nationale, アサンブレー・ナシオナル）はブルボン宮殿に本部を置き、上院に当たる元老院（フランス語: Sénat, セナ）はリュクサンブール宮殿に本部を置く。両宮殿ともパリ市にある。立法府として国内法を定めるも、欧州連合加盟国としてEU法を遵守するため、その議事が、7割を占めるともいう。1962年の憲法改革以前は国民主権を代表する唯一の機関であったが、ド・ゴール主義の影響下などで大統領と共有されることになった。

## 歴史
フランス語で同じく Parlement と呼ばれるものの、アンシャン・レジーム期の評定法院とは関係がない。近代的な国会はフランス革命の概念で発生し、2世紀の間に多くの改革や改名などがなされたが、現在の国会は1958年の憲法に定義されている。

## 憲法改革主権
憲法の第89条は憲法改革の主権を紹介する。各院は憲法改革法案を決議した後に、ヴェルサイユ宮殿南翼に置かれている国会両院合同会議の議場に集会して再投票する。